# John Hobart (2e comte de Buckinghamshire)
Pour les articles homonymes, voir John Hobart.
John Hobart, 2e comte de Buckinghamshire (17 août 1723 - 3 août 1793) est un noble et un homme politique anglais.

## Biographie
Fils de John Hobart, 1er comte de Buckinghamshire et de sa première épouse, Judith Britiffe, il fait ses études à la Westminster School et au Christ's College de Cambridge. Député de Norwich de 1747 à 1756, il est également élu à St Ives en 1747 mais choisit de siéger pour Norwich. Il occupe le poste de contrôleur de la maison en 1755-56 et de Lord de la chambre du Roi de 1756 à 1767, après avoir succédé à son père en tant que comte en 1756. Il est ambassadeur du Royaume-Uni en Russie de 1762 à 1765 et Lord lieutenant d'Irlande de 1776 à 1780, et son secrétaire en chef est Richard Heron. Dans ce dernier poste, il devait céder sur le libre-échange et, ce qui est plus important encore, sur la promulgation de la loi papiste de 1778 qui abrogeait en partie les lois pénales et prévoyait des mesures pour soulager les catholiques et les dissidents.

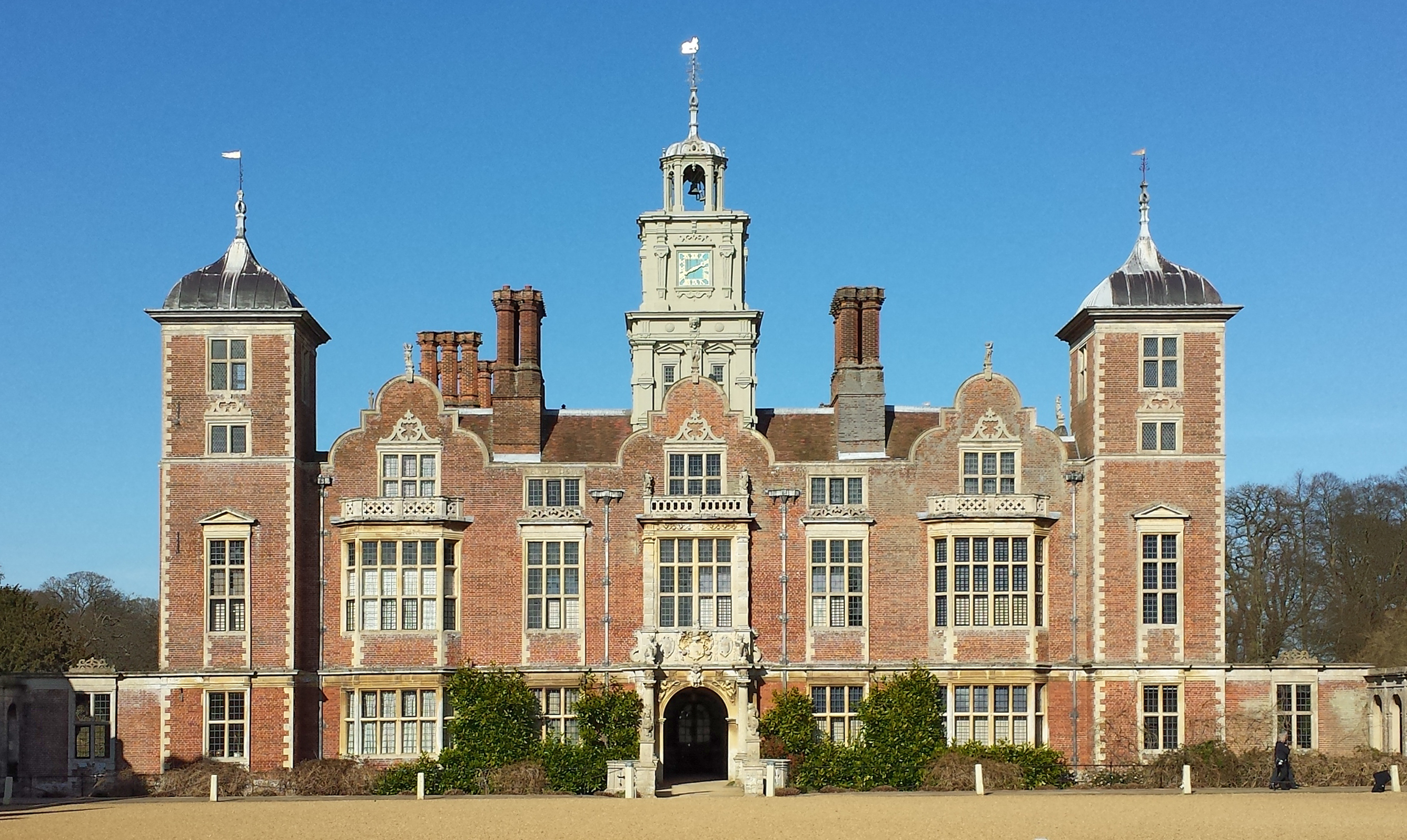
Blickling Hall

## Famille
Il épouse d'abord Mary Anne Drury, fille de Thomas Drury, 1er baronnet, et ensuite Caroline, fille de William James Conolly, mais meurt sans descendant masculin et son successeur est son demi-frère George Hobart, 3e comte de Buckinghamshire.
Il a trois filles de sa première femme:
- Harriet, marquise de Lothian (1762-1805), épouse de William Kerr, 6e marquis de Lothian, et est la mère de John Kerr, 7e marquis de Lothian
- Caroline (décédée en 1850), qui épouse William Harbord, 2e baron Suffield
- Sophia (1768-1806), qui épouse Richard Edgcumbe, 2e comte de Mount Edgcumbe

et trois fils décédés jeunes et une fille de sa seconde femme:
- Amelia Stewart, vicomtesse Castlereagh (1772-1829), épouse du secrétaire aux Affaires étrangères Robert Stewart, vicomte Castlereagh .

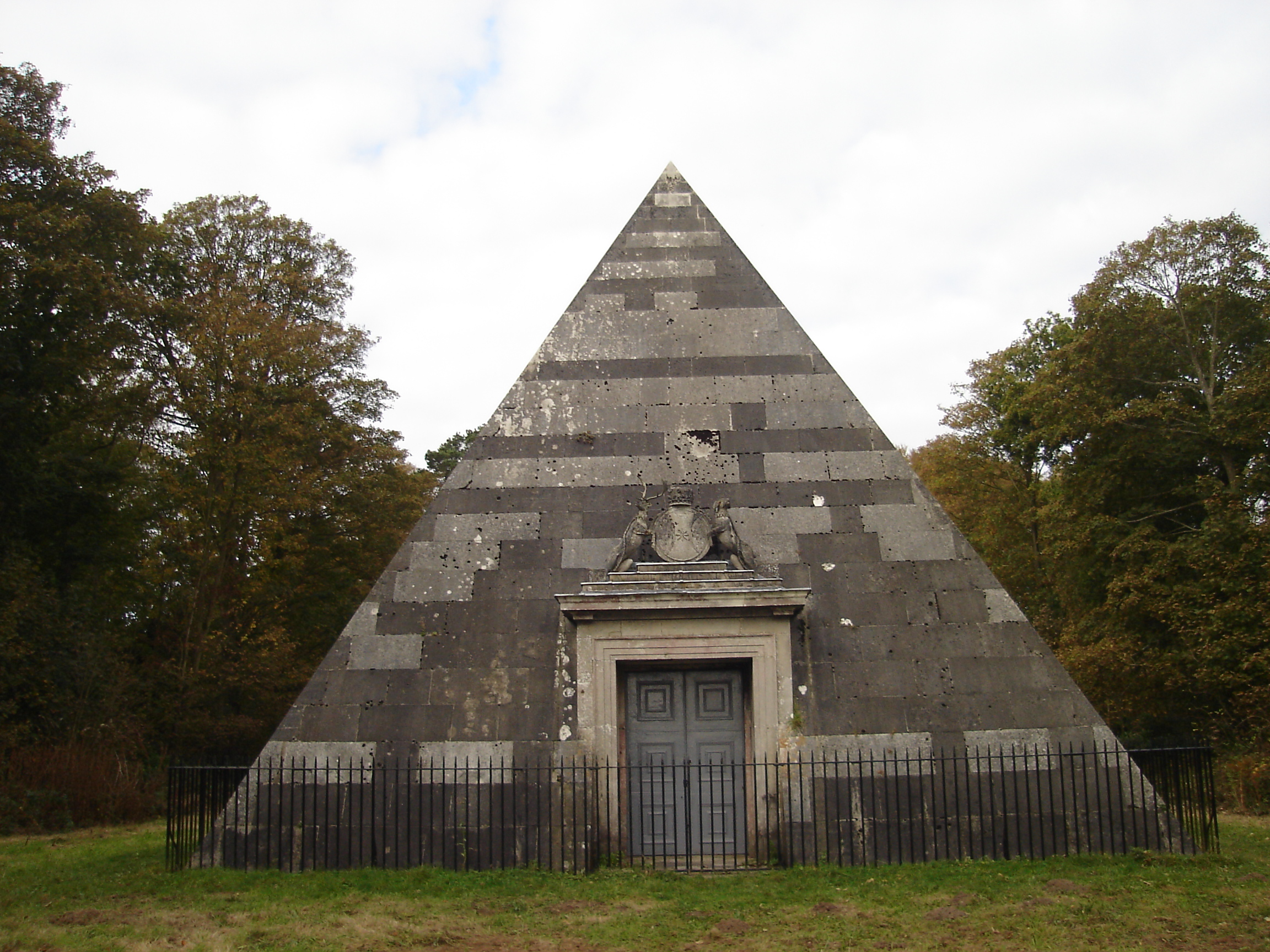
Mausolée du 2e comte à Blickling Park, Norfolk

Il repose dans le mausolée familial de Blickling Hall, siège de la famille à Norfolk. Les corps de ses deux femmes sont également dans le mausolée, une structure pyramidale inhabituelle classée Grade II * conçue par l'architecte Joseph Bonomi l'Ancien, basée sur la tombe romaine de Cestius Gallus.